# Gare de Cercy-la-Tour
Gare de Cercy-la-Tour vasútállomás Franciaországban, Cercy-la-Tour településen.

## Vasútvonalak
Az állomást az alábbi vasútvonalak érintik:
- Nevers-Chagny-vasútvonal
- Clamecy-Gilly-sur-Loire-vasútvonal

## Kapcsolódó állomások
A vasútállomáshoz az alábbi állomások vannak a legközelebb:
- Gare de Luzy (Gare de Chagny, Nevers-Chagny-vasútvonal)
- Gare de Decize (Gare de Nevers, Nevers-Chagny-vasútvonal)